# Fifth Air Force
La cinquième force aérienne des États-Unis (en anglais : 5th USAAF) est une des composantes de l'armée de l'air des États-Unis et l'une des plus anciennes encore en service : constituée en septembre 1941, elle n'a jamais été dissoute. Rattachée au commandement des forces aériennes américaines du Pacifique, son quartier général se situe sur la base aérienne de Yokota au Japon.

## Son histoire
La 5th USAAF est une force aérienne de l'United States Army Air Forces pendant la Seconde Guerre mondiale. Elle se trouve sur le théâtre d'opération SWPA (South West Pacific Area) dans le Pacifique placée sous l'autorité directe du général Douglas MacArthur.
À l'origine, cette force est créée le 16 août 1941 en tant que Philippine Department Air Force, et elle est activée aux Philippines le 20 septembre 1941. Elle est rebaptisée Far East Air Force (force aérienne de l'Extrême-Orient) en octobre 1941, puis 5th USAAF (5e force aérienne de l'armée des États-Unis) à partir de février 1942.
Les pilotes de la 5th USAAF inventent la technique du « Skip-Bombing », le bombardement à basse altitude des navires de l'empire du Japon. À la fin du conflit, ils auront détruit 11 900 avions et coulé 1,7 million de tonnes de navires ennemis.

## Ses missions

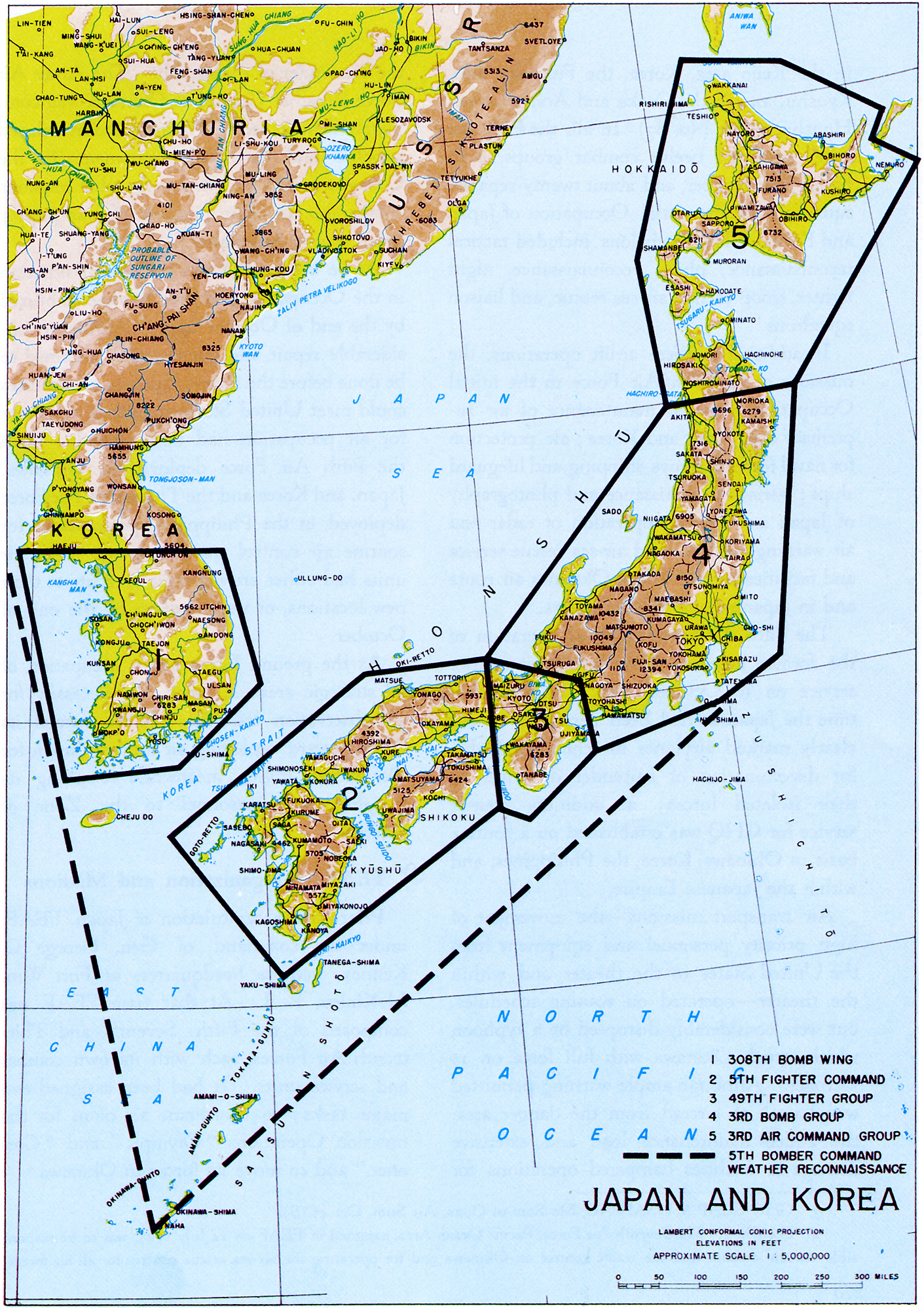
Zones de responsabilité des unités de la 5e force aérienne lors de l'occupation du Japon entre 1945 et 1947.

De par la nature des combats dans cette zone, elle agit essentiellement comme force tactique, c’est-à-dire qu'elle va essentiellement assurer un appui aérien (pour les troupes au sol ou les navires) par des reconnaissances aériennes, des bombardements ou des mitraillages, en fonction des besoins et des éventuelles demandes radio.
L'attaque de Pearl Harbor et les poussées japonaises dans le Pacifique mettent la 5th USAAF au cœur du conflit, puisqu'elle doit assurer la défense des Philippines. Malgré ses efforts, elle n'y parvient pas, et perd la majorité de ses hommes et de son matériel dans ces premiers mois du conflit.
Ce qu'il reste de la 5th USAAF quitte alors les Philippines pour rejoindre l'Australie où elle installe son nouveau quartier général. Des unités sont envoyées dans les différentes îles indonésiennes (Java, Sulawesi…), mais aussi en Nouvelle-Guinée, pour contrer l'avancée des japonais. Elle participe ensuite à l'arrêt de la progression japonaise en Nouvelle-Guinée.
À partir de là, les Alliés reprenant la main dans le Pacifique, elle participe à la libération de la Nouvelle-Guinée, à la neutralisation de l'archipel des îles Bismarck (dont la Nouvelle-Bretagne) et de l'ensemble de l'Indonésie, puis à la libération des Philippines.
En août 1945, des éléments de la 5th USAAF se préparent à l'éventuelle invasion du Japon dans le cadre de l'opération Downfall puis participe à l'occupation du Japon. Son quartier général est depuis installé à Yokota Air Base.

## Les commandants de la USAAF

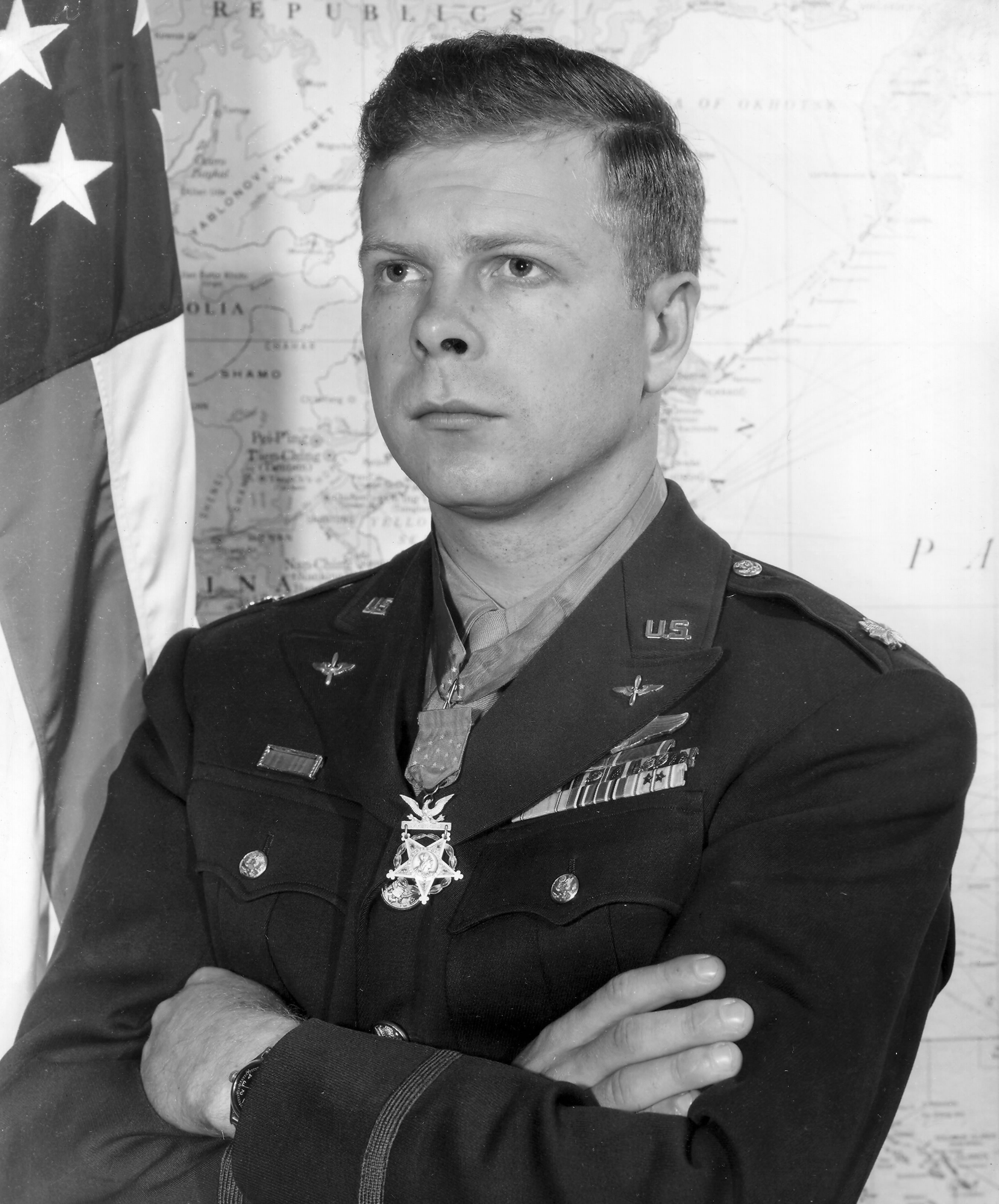
Richard Bong

## Composition de la5thUSAAF en 1945
| V Fighter Command (en)      | Unités de chasse de nuit          | V Bomber Command (en)        | Unités de reconnaissance       | 54th Troop Carrier Wing        |
| --------------------------- | --------------------------------- | ---------------------------- | ------------------------------ | ------------------------------ |
| 3rd Air Commando Group (en) | 418th Night Fighter Squadron (en) | 3rd Bombardment Group (en)   | 6th Reconnaissance Group       | 2d Combat Cargo Group (en)     |
| 8th Fighter Group (en)      | 421st Night Fighter Squadron (en) | 22nd Bombardment Group (en)  | 71st Reconnaissance Group (en) | 317th Troop Carrier Group (en) |
| 35th Fighter Group (en)     | 547th Night Fighter Squadron (en) | 38th Bombardment Group (en)  |                                | 374th Troop Carrier Group (en) |
| 49th Fighter Group (en)     |                                   | 43rd Bombardment Group (en)  |                                | 375th Troop Carrier Group (en) |
| 58th Fighter Group (en)     |                                   | 90th Bombardment Group (en)  |                                | 433rd Troop Carrier Group (en) |
| 348th Fighter Group (en)    |                                   | 312th Bombardment Group      |                                |                                |
| 475th Fighter Group (en)    |                                   | 345th Bombardment Group (en) |                                |                                |
|                             |                                   | 380th Bombardment Group      |                                |                                |
|                             |                                   | 417th Bombardment Group      |                                |                                |

## Les commandants de la5thUSAAF
- Henry B. Clagett : 20 septembre - octobre 1941.
- Lewis Hyde Brereton : octobre 1941 - février 1942.
- George C. Kenney : février 1942 - 3 septembre 1942.
- Ennis C. Whitehead (en) : 3 septembre 1942 - 15 juin 1944.
- Kenneth B. Wolfe : 15 juin 1944 - 4 octobre 1945.

## Records
Les deux plus grands as américains de la Seconde Guerre mondiale (et de l'histoire) sont issus de la 5th USAAF. Il s'agit de Richard Bong (40 victoires) et de Thomas Mc Guire (38 victoires).

## Liste des missions de combat de la5thUSAAF au jour le jour
- 2 au 4 mars 1942 : bataille de la mer de Bismarck